# Liga dos Campeões da OFC de 2017
A Liga dos Campeões da OFC de 2017 foi a 16.ª edição da Liga dos Campeões da OFC. Como campeão, o Auckland City representou a Oceania na Copa do Mundo de Clubes da FIFA de 2017.

## Mudança no formato
A OFC decidiu expandir o torneio e mudar o formato para esta edição de 2017:
- A competição consiste em quatro fases: fase preliminar, fase de grupos, semifinal e final.
- Para a fase preliminar, como na edição passada, quatro equipes participam desta fase, a qual inclui uma equipe de cada das quatro associações em desenvolvimento. Esta fase é disputa em jogos todos contra todos em uma única sede, com o vencedor e segundo colocado do grupo avançando a fase de grupos.
- Para a fase de grupos, 16 equipes participam desta fase, a qual incluem duas equipes de cada das sete associações já desenvolvidas e mais duas da fase preliminar. Estas equipes foram sorteadas em quatro grupos com quatro equipes cada.
- Para as semifinais, as quatro equipes são divididas em duas chaves as quais são disputadas em partidas de ida e volta.
- Para a final, a disputa é realizada em partida de ida e volta.

## Equipes classificadas
| Associação                          | Time                               | Método de qualificação                                                   |
| Times que entram na fase de grupos  | Times que entram na fase de grupos | Times que entram na fase de grupos                                       |
| ----------------------------------- | ---------------------------------- | ------------------------------------------------------------------------ |
| Fiji                                | Ba                                 | Campeão – Campeonato Fijiano de Futebol de 2016                          |
| Fiji                                | Rewa                               | Vice-campeão – Campeonato Fijiano de Futebol de 2016                     |
| Nova Caledônia                      | Magenta                            | Campeão – Campeonato Neocaledônio de Futebol de 2015                     |
| Nova Caledônia                      | Hienghène Sport                    | Vice-campeão – Campeonato Neocaledônio de Futebol de 2015                |
| Nova Zelândia                       | Auckland City                      | Campeão – Campeonato Neozelandês de Futebol Grand Final de 2015–16       |
| Nova Zelândia                       | Team Wellington                    | Campeão – Campeonato Neozelandês de Futebol temporada regular de 2015–16 |
| Papua-Nova Guiné                    | Lae City Dwellers                  | Vice-campeão – Campeonato Papuásio de Futebol de 2015–16                 |
| Papua-Nova Guiné                    | Madang Fox                         | Terceiro-lugar – Campeonato Papuásio de Futebol de 2015–16[A]            |
| Ilhas Salomão                       | Marist Fire                        | Campeão – Campeonato Salomonense de Futebol de 2016                      |
| Ilhas Salomão                       | Western United                     | Vice-campeão – Campeonato Salomonense de Futebol de 2016                 |
| Taiti                               | Tefana                             | Campeão – Campeonato Taitiano de Futebol de 2015–16                      |
| Taiti                               | Central Sport                      | Vice-campeão – Campeonato Taitiano de Futebol de 2015–16                 |
| Vanuatu                             | Malampa Revivors                   | Vice-campeão – Campeonato Vanuatuano de Futebol de 2016                  |
| Vanuatu                             | Erakor Golden Star                 | Vencedor – PVFA Top Four Super League de 2016                            |
| Times que entram na fase preliminar |                                    |                                                                          |
| Samoa Americana                     | Utulei Youth                       | Campeão – Campeonato Nacional de Futebol de Samoa Americana de 2015      |
| Ilhas Cook                          | Puaikura                           | Campeão – Campeonato Cookense de Futebol de 2016                         |
| Samoa                               | Lupe o le Soaga                    | Campeão – Campeonato Samoano de Futebol de 2014–15                       |
| Tonga                               | Veitongo                           | Campeão – Campeonato Tonganês de Futebol de 2015                         |

Notas
- A. ^  Em 2 de fevereiro de 2017 a OFC anunciou que o Hekari United foi desclassificado, após a Associação de Futebol da Papua-Nova Guiné apresentar uma queixa formal devido a uma disputa do time com a associação.[3] Em 8 de fevereiro de 2017 a OFC anunciou que o Madang Fox, o terceiro-lugar no Campeonato Papuásio de Futebol, assumiu a vaga.[4]

## Calendário
O calendário para a competição é o seguinte:
| Fase            | Cidades sede | Datas | Rodada           |
| --------------- | --- | --- | ---------------- |
| Fase preliminar | Nukuʻalofa, Tonga | 28 de janeiro – 3 de fevereiro | Primeira rodada  |
| Fase preliminar | Nukuʻalofa, Tonga | 28 de janeiro – 3 de fevereiro | Segunda rodada   |
| Fase preliminar | Nukuʻalofa, Tonga | 28 de janeiro – 3 de fevereiro | Terceira rodada  |
| Fase de grupos  | - Grupo A: Nouméa, Nova Caledónia - Grupo B: Koné, Nova Caledónia - Grupo C: Auckland, Nova Zelândia - Grupo D: Pirae, Taiti | - Grupo A: 25 de fevereiro – 3 de março - Grupo B: 26 de fevereiro – 4 de março - Grupo C: 11–17 de março - Grupo D: 11–18 de março | Primeira rodada  |
| Fase de grupos  | - Grupo A: Nouméa, Nova Caledónia - Grupo B: Koné, Nova Caledónia - Grupo C: Auckland, Nova Zelândia - Grupo D: Pirae, Taiti | - Grupo A: 25 de fevereiro – 3 de março - Grupo B: 26 de fevereiro – 4 de março - Grupo C: 11–17 de março - Grupo D: 11–18 de março | Segunda rodada   |
| Fase de grupos  | - Grupo A: Nouméa, Nova Caledónia - Grupo B: Koné, Nova Caledónia - Grupo C: Auckland, Nova Zelândia - Grupo D: Pirae, Taiti | - Grupo A: 25 de fevereiro – 3 de março - Grupo B: 26 de fevereiro – 4 de março - Grupo C: 11–17 de março - Grupo D: 11–18 de março | Terceira rodada  |
| Semifinais      | Sem sede fixa (ida e volta)                                                                                                  | 8–15 de abril | Partida de ida   |
| Semifinais      | Sem sede fixa (ida e volta)                                                                                                  | 8–15 de abril | Partida de volta |
| Final           | Sem sede fixa (ida e volta)                                                                                                  | 29 de abril – 6 de maio | Partida de ida   |
| Final           | Sem sede fixa (ida e volta)                                                                                                  | 29 de abril – 6 de maio | Partida de volta |

## Sorteio
O sorteio para a fase preliminar e a fase de grupos foi realizado em 24 de agosto de 2016 na sede da OFC em Auckland na Nova Zelândia.
| Pote 1                                                    |
| --------------------------------------------------------- |
| - Lupe o le Soaga - Puaikura[B] - Utulei Youth - Veitongo |

Para a fase de grupos, as 16 equipes (14 que entraram diretamente na fase de grupos e os dois classificados da fase preliminar) foram sorteados em quatro grupos contendo quatro equipes cada, com cada grupo contendo uma equipe dos quatro potes. Equipes da mesma associação não puderam ser sorteados no mesmo grupo. A colocação nos potes seguiu a seguinte classificação:
- As equipes chaveadas nas posições 1–11 foram baseadas nos seus resultados na Liga dos Campeões da OFC de 2016.
- As equipes chaveadas nas posições 12–14 foram baseadas nos resultados das associações na Liga dos Campeões da OFC de 2016.
- As equipes chaveadas nas posições 15–16 foram a vencedora e segundo lugar da fase preliminar. A identidade destas duas equipes não era conhecido na época em que o sorteio foi realizado.

| Pote 1                                               | Pote 2                                                            | Pote 3                                                          | Pote 4 |
| ---------------------------------------------------- | ----------------------------------------------------------------- | --------------------------------------------------------------- | --- |
| - Auckland City - Team Wellington - Magenta - Tefana | - Malampa Revivors[B] - Hekari United[C] - Ba[B] - Marist Fire[B] | - Rewa[B] - Lae City Dwellers - Hienghène Sport - Central Sport | - Erakor Golden Star[B] - Western United[B] - Puaikura (Vencedor da fase preliminar) - Lupe o le Soaga (Segundo-lugar da fase preliminar). |

Notas
- B. ^  A identidade das equipes das Ilhas Cook, Fiji, Ilhas Salomão e Vanuatu não eram conhecidas na época em que o sorteio foi realizado.
- C. ^  O Hekari United foi incluído no sorteio, porém a equipe foi desclassficada da competição após o sorteio, dando lugar ao Madang Fox

## Fase preliminar
As partidas desta fase foram disputadas entre 28 de janeiro e 3 de fevereiro em Tonga. Todas as partidas seguem o fuso horário local (UTC+13).
| Pos. | Equipe          | Pts | J | V | E | D | GP | GC | SG |
| ---- | --------------- | --- | - | - | - | - | -- | -- | -- |
| 1    | Puaikura        | 9   | 3 | 3 | 0 | 0 | 9  | 2  | +7 |
| 2    | Lupe o le Soaga | 4   | 3 | 1 | 1 | 1 | 6  | 6  | 0  |
| 3    | Veitongo        | 4   | 3 | 1 | 1 | 1 | 4  | 6  | –2 |
| 4    | Utulei Youth    | 0   | 3 | 0 | 0 | 3 | 5  | 10 | –5 |

| 28 de janeiro | Utulei Youth                             | 3 – 4     | Lupe o le Soaga                                  | Loto-Tonga Soka Centre, Nukuʻalofa     |
| 12:00         | Bourne 12' (pen) · Kerewi 40', 68' (pen) | Relatório | Ataga 19' (pen) · Toni 35', 52' (pen) · Malo 41' | Público: 100 Árbitro: VAN Joel Hopkken |

| 28 de janeiro | Veitongo | 0 – 4     | Puaikura                                           | Loto-Tonga Soka Centre, Nukuʻalofa       |
| 15:00         |          | Relatório | Bonsu-Maro 19' · Rhodes 25', 90' · Feao 56' (g.c.) | Público: 350 Árbitro: NCL Médéric Lacour |

| 31 de janeiro | Puaikura                       | 2 – 1     | Lupe o le Soaga | Loto-Tonga Soka Centre, Nukuʻalofa    |
| 12:00         | Carpenter 29' · Bonsu-Maro 30' | Relatório | Inia 75' (g.c.) | Público: 100 Árbitro: SOL George Time |

| 31 de janeiro | Veitongo                                 | 3 – 1     | Utulei Youth | Loto-Tonga Soka Centre, Nukuʻalofa         |
| 15:00         | Uele 13' · Falepapalangi 50' · Moala 90' | Relatório | Bourne 30'   | Público: 300 Árbitro: PNG David Yareboinen |

| 3 de fevereiro | Puaikura                            | 3 – 1     | Utulei Youth | Loto-Tonga Soka Centre, Nukuʻalofa         |
| 12:00          | Edwards 45+1', 55' · Bonsu-Maro 90' | Relatório | Faatonu 82'  | Público: 100 Árbitro: PNG David Yareboinen |

| 3 de fevereiro | Lupe o le Soaga | 1 – 1     | Veitongo  | Loto-Tonga Soka Centre, Nukuʻalofa       |
| 15:00          | Ataga 66'       | Relatório | Moala 87' | Público: 350 Árbitro: NCL Médéric Lacour |

## Fase de grupos
Na fase de grupos todas as quatro equipes jogam no formato todos contra todos com o primeiro colocado de cada grupo avançando a semifinal.
As sedes de cada um dos grupos foi anunciada em 10 de outubro de 2016. O calendário para esta fase foi confirmado em 17 de janeiro de 2017.

### Grupo A
As partidas deste grupo foram disputadas entre 25 de fevereiro e 3 de março na Nova Caledónia. Todas as partidas seguem o fuso horário local (UTC+11).
| Pos. | Equipe          | Pts | J | V | E | D | GP | GC | SG |
| ---- | --------------- | --- | - | - | - | - | -- | -- | -- |
| 1    | Magenta         | 9   | 3 | 3 | 0 | 0 | 11 | 3  | +9 |
| 2    | Central Sport   | 6   | 3 | 2 | 0 | 1 | 12 | 7  | +5 |
| 3    | Madang Fox      | 3   | 3 | 1 | 0 | 2 | 7  | 15 | –8 |
| 4    | Lupe o le Soaga | 0   | 3 | 0 | 0 | 3 | 4  | 9  | –5 |

| 25 de fevereiro | Madang Fox                                          | 3 – 7     | Central Sport                                                                              | Stade Numa Daly, Nouméa                         |
| 17:00           | V. Malagian 2' (pen) · Pohei 78' · Sengum 84' (pen) | Relatório | Castillo 38', 58' · Cifuentes 45+1' · Sandoval 56' · Tissot 64' · Tangis 81' · Estay 90+5' | Público: 1 000 Árbitro: NZL Campbell-Kirk Waugh |

| 25 de fevereiro | Lupe o le Soaga | 1 – 2     | Magenta                  | Stade Numa Daly, Nouméa                 |
| 20:05           | Khouchaba 26'   | Relatório | Marin 4' · Hnautra 45+2' | Público: 1 750 Árbitro: PNG Roger Adams |

| 28 de fevereiro | Lupe o le Soaga                    | 3 – 4     | Madang Fox                                 | Stade Numa Daly, Nouméa                 |
| 17:00           | Khouchaba 3', 56' (pen) · Toni 66' | Relatório | Samol 5' · Gubag 13' · Tole 82' · Kini 84' | Público: 200 Árbitro: SOL Hamilton Siau |

| 28 de fevereiro | Magenta                                      | 4 – 2     | Central Sport  | Stade Numa Daly, Nouméa                  |
| 20:05           | Marin 11', 80' · Henesewene 55' · Aucher 77' | Relatório | Paama 28', 41' | Público: 1 000 Árbitro: VAN Joel Hopkken |

| 3 de março | Central Sport                 | 3 – 0     | Lupe o le Soaga | Stade Numa Daly, Nouméa               |
| 17:00      | Castillo 28', 34' · Estay 48' | Relatório |                 | Público: 500 Árbitro: PNG Roger Adams |

| 3 de março | Magenta                                                      | 5 – 0     | Madang Fox | Stade Numa Daly, Nouméa                         |
| 20:05      | Marin 25' (pen) · Welepane 61', 69' · Nemia 73' · Athale 85' | Relatório |            | Público: 2 000 Árbitro: NZL Campbell-Kirk Waugh |

### Grupo B
As partidas deste grupo foram realizadas entre 26 de fevereiro e 4 de março na Nova Caledónia. Todas as partidas seguem o fuso horário local (UTC+11).
| Pos. | Equipe          | Pts | J | V | E | D | GP | GC | SG  |
| ---- | --------------- | --- | - | - | - | - | -- | -- | --- |
| 1    | Team Wellington | 9   | 3 | 3 | 0 | 0 | 15 | 2  | +13 |
| 2    | Hienghène Sport | 4   | 3 | 1 | 1 | 1 | 5  | 5  | 0   |
| 3    | Ba              | 4   | 3 | 1 | 1 | 1 | 2  | 9  | –7  |
| 4    | Puaikura        | 0   | 3 | 0 | 0 | 3 | 2  | 8  | –6  |

| 26 de fevereiro | Puaikura        | 1 – 4     | Team Wellington                                            | Stade Yoshida, Koné                   |
| 17:00           | Estay 17' (pen) | Relatório | Samuela 38' (g.c.) · Hailemariam 45+1', 69' · Margetts 62' | Público: 400 Árbitro: SOL George Time |

| 26 de fevereiro | Ba       | 1 – 1     | Hienghène Sport | Stade Yoshida, Koné                     |
| 20:00           | Tina 90' | Relatório | Kaï 70' (pen)   | Público: 850 Árbitro: TAH Kader Zitouni |

| 1 de março | Puaikura | 0 – 1     | Ba       | Stade Yoshida, Koné                        |
| 17:00      |          | Relatório | Waqa 82' | Público: 200 Árbitro: PNG David Yareboinen |

| 1 de março | Team Wellington                         | 3 – 1     | Hienghène Sport | Stade Yoshida, Koné                        |
| 20:00      | Jackson 12' · Moretti 84' · Bevin 90+3' | Relatório | Kaï 33'         | Público: 1 200 Árbitro: TAH Norbert Hauata |

| 4 de março | Team Wellington                                                                           | 8 – 0     | Ba | Stade Yoshida, Koné                      |
| 17:00      | Jackson 19' (pen), 56', 59' · Harris 32', 51' · Barcia 45+8' · Zambrano 82' · Villa 90+2' | Relatório |    | Público: 200 Árbitro: TAH Norbert Hauata |

| 4 de março | Hienghène Sport        | 3 – 1     | Puaikura  | Stade Yoshida, Koné                   |
| 20:00      | Kaï 8', 40' · Bamy 71' | Relatório | Estay 29' | Público: 700 Árbitro: VAN Arnold Tari |

### Grupo C
As partidas deste grupo foram realizadas entre 11 e 17 de março de 2017 na Nova Zelândia. Todas as partidas seguem o fuso horário local (UTC+13).
| Pos. | Equipe            | Pts | J | V | E | D | GP | GC | SG  |
| ---- | ----------------- | --- | - | - | - | - | -- | -- | --- |
| 1    | Auckland City     | 9   | 3 | 3 | 0 | 0 | 15 | 1  | +14 |
| 2    | Western United    | 6   | 3 | 2 | 0 | 1 | 8  | 6  | +2  |
| 3    | Lae City Dwellers | 3   | 3 | 1 | 0 | 2 | 8  | 9  | –1  |
| 4    | Malampa Revivors  | 0   | 3 | 0 | 0 | 3 | 3  | 18 | –15 |

| 11 de março | Malampa Revivors             | 2 – 5     | Lae City Dwellers                                                       | Centre Park, Auckland                  |
| 13:00       | Warisan 45' (g.c.) · Bai 62' | Relatório | R. Gunemba 8' · Dabinyaba Jr. 37' · Debenham 54' · Bika 56' · Kamen 67' | Público: 200 Árbitro: FIJ Salesh Chand |

| 11 de março | Western United | 1 – 2     | Auckland City              | Centre Park, Auckland                    |
| 16:00       | Naka 37'       | Relatório | White 75' · Tade 86' (pen) | Público: 600 Árbitro: TAH Norbert Hauata |

| 15 de março | Western United                   | 2 – 1     | Malampa Revivors | Centre Park, Auckland                    |
| 13:00       | Nawo 25' · H. Fa'arodo 75' (pen) | Relatório | Alick 53' (pen)  | Público: 100 Árbitro: FIJ Rakesh Chandra |

| 15 de março | Auckland City  | 2 – 0     | Lae City Dwellers | Centre Park, Auckland                   |
| 16:00       | Lewis 44', 61' | Relatório |                   | Público: 250 Árbitro: TAH Kader Zitouni |

| 18 de março | Lae City Dwellers                          | 3 – 5     | Western United                                                                    | Centre Park, Auckland                    |
| 13:00       | R. Gunemba 44' · Kepe 60' · Debenham 90+2' | Relatório | H. Fa'arodo 17' (pen) · Wale 21' · Waroi 37' · Totori 65' · A. Fa'arodo 88' (pen) | Público: 100 Árbitro: TAH Norbert Hauata |

| 18 de março | Auckland City                                                                                       | 11 – 0    | Malampa Revivors | Centre Park, Auckland                   |
| 16:00       | De Vries 7', 45', 66', 75' · Lea'alafa 31', 33' · Edge 36' · João Moreira 41', 53', 58' · Drake 52' | Relatório |                  | Público: 300 Árbitro: TAH Kader Zitouni |

### Grupo D
As partidas deste grupo foram realizadas entre 11 e 18 de março no Taiti. Todas as partidas seguem o fuso horário local (UTC−10).
| Pos. | Equipe             | Pts | J | V | E | D | GP | GC | SG |
| ---- | ------------------ | --- | - | - | - | - | -- | -- | -- |
| 1    | Tefana             | 7   | 3 | 2 | 1 | 0 | 8  | 4  | +4 |
| 2    | Marist Fire        | 4   | 3 | 1 | 1 | 1 | 7  | 6  | +1 |
| 3    | Erakor Golden Star | 3   | 3 | 1 | 0 | 2 | 5  | 7  | –2 |
| 4    | Rewa               | 3   | 3 | 1 | 0 | 2 | 4  | 7  | –3 |

| 11 de março | Marist Fire                                           | 4 – 2     | Rewa                   | Stade Pater, Pirae                     |
| 18:00       | Morosini 3' · Guilherme 67' (pen), 90+2' · Bakale 71' | Relatório | Tannus 44' · Makoe 89' | Público: 250 Árbitro: VAN Joel Hopkken |

| 11 de março | Erakor Golden Star    | 2 – 4     | Tefana                                             | Stade Pater, Pirae                         |
| 21:00       | T. Kaltack 19', 90+5' | Relatório | Tinorua 29' · Graglia 57' · Tiaiho 77' · Atani 90' | Público: 1 500 Árbitro: NZL Matthew Conger |

| 14 de março | Erakor Golden Star  | 2 – 1     | Marist Fire   | Stade Pater, Pirae                     |
| 18:00       | T. Kaltack 38', 85' | Relatório | Guilherme 30' | Público: 500 Árbitro: NZL Peter Linney |

| 14 de março | Tefana                       | 2 – 0     | Rewa | Stade Pater, Pirae                              |
| 21:00       | Atani 45' · Tiaiho 76' (pen) | Relatório |      | Público: 1 000 Árbitro: NZL Campbell-Kirk Waugh |

| 17 de março | Rewa                     | 2 – 1     | Erakor Golden Star | Stade Pater, Pirae                            |
| 18:00       | Tannus 24' · Goundar 31' | Relatório | T. Kaltack 58'     | Público: 250 Árbitro: NZL Campbell-Kirk Waugh |

| 17 de março | Tefana                         | 2 – 2     | Marist Fire              | Stade Pater, Pirae                         |
| 21:00       | J. Tehau 23' · Boso 39' (g.c.) | Relatório | Guilherme 44', 90' (pen) | Público: 1 500 Árbitro: NZL Matthew Conger |

## Fase final
Um sorteio foi realizado em 20 de março para definir os confrontos desta fase.

### Chaveamento
|  | Semifinais      | Semifinais      | Semifinais      | Semifinais | Semifinais |   |               | Final         | Final | Final | Final | Final |
|  |                 |                 |                 |            |            |   |               |               |       |       |       |       |
|  | Tefana          | Tefana          | 0               | 0          | 0          |   |               |               |       |       |       |       |
|  | Auckland City   | Auckland City   | 2               | 2          | 4          |   |               |               |       |       |       |       |
|  |                 |                 |                 |            |            |   | Auckland City | Auckland City | 3     | 2     | 5     |       |
|  |                 | Team Wellington | Team Wellington | 0          | 0          | 0 |               |               |       |       |       |       |
|  | Magenta         | Magenta         | 2               | 1          | 3          |   |               |               |       |       |       |       |
|  | Team Wellington | Team Wellington | 2               | 7          | 9          |   |               |               |       |       |       |       |

### Semifinais
As partidas das semifinais foram disputadas entre os dias 8 e 16 de abril.
| Equipe 1 | Total | Equipe 2        | 1.º jogo | 2.º jogo |
| -------- | ----- | --------------- | -------- | -------- |
| Tefana   | 0–4   | Auckland City   | 0–2      | 0–2      |
| Magenta  | 3–9   | Team Wellington | 2–2      | 1–7      |

#### Partidas de ida
| 8 de abril     | Magenta              | 2 – 2     | Team Wellington               | Stade Numa Daly, Nouméa                   |
| 20:05 (UTC+11) | Nemia 6' · Marin 90' | Relatório | Jackson 61' (pen) · Bevin 81' | Público: 3 000 Árbitro: TAH Kader Zitouni |

| 8 de abril     | Tefana | 0 – 2     | Auckland City            | Stade Pater, Pirae                      |
| 18:00 (UTC−10) |        | Relatório | Howieson 48' · Lewis 79' | Público: 1 500 Árbitro: SOL George Time |

#### Partidas de volta
| 16 de abril    | Auckland City               | 2 – 0     | Tefana | Kiwitea Street, Auckland               |
| 14:00 (UTC+12) | Tade 33' · João Moreira 64' | Relatório |        | Público: 800 Árbitro: VAN Joel Hopkken |

Auckland City venceu por 4–0 no placar agregado.
| 16 de abril    | Team Wellington                                                                           | 7 – 1     | Magenta    | David Farrington Park, Wellington        |
| 14:00 (UTC+12) | Stevens 7', 72' · Robertson 44' · Jackson 49' · Bevin 63' · Zambrano 70' · Margetts 90+3' | Relatório | Cexome 33' | Público: 950 Árbitro: TAH Norbert Hauata |

Team Wellington venceu por 9–3 no placar agregado.

### Final
A partida de ida foi disputada em 30 de abril e a partida de volta em 7 de maio.
| Equipe 1      | Total | Equipe 2        | 1.º jogo | 2.º jogo |
| ------------- | ----- | --------------- | -------- | -------- |
| Auckland City | 5–0   | Team Wellington | 3–0      | 2–0      |

#### Partida de ida
| 30 de abril    | Auckland City                              | 3 – 0     | Team Wellington | Kiwitea Street, Auckland                 |
| 14:00 (UTC+12) | João Moreira 20' (pen), 28' · De Vries 89' | Relatório |                 | Público: 1 000 Árbitro: NZL Nick Waldron |

#### Partida de volta
| 7 de maio      | Team Wellington | 0 – 2     | Auckland City           | David Farrington Park, Wellington          |
| 13:00 (UTC+12) |                 | Relatório | De Vries 63' · Tade 76' | Público: 1 000 Árbitro: TAH Norbert Hauata |

## Premiação
| Liga dos Campeões da OFC de 2017   |
| Nova Zelândia                      |
| ---------------------------------- |
| Auckland City Campeão (9.º título) |